# 武吉甘柏體育場
1°21′29.71″N 103°45′12.67″E / 1.3582528°N 103.7535194°E
武吉甘柏體育場（英語：Bukit Gombak Stadium）是一個位於新加坡义顺的多用途運動場，靠近武吉甘柏地铁站，曾經是新加坡足球超级联赛球會甘柏联足球俱乐部的主場，能容納3,000名觀眾。